# Ernst Friedrich Gottschalk

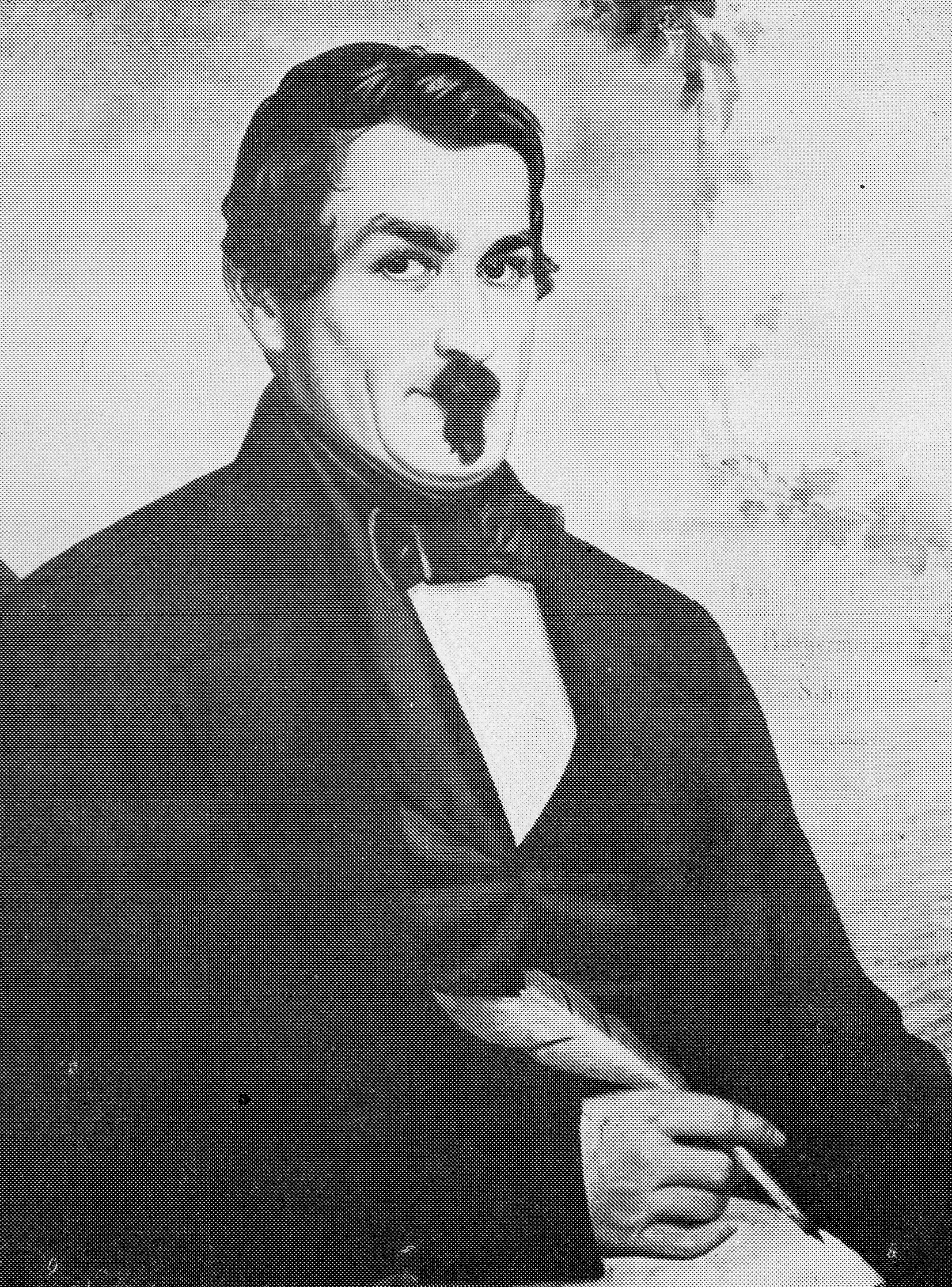
Ernst Friedrich Gottschalk (nach einem Ölgemälde im Eigentum der Stadt Schopfheim)

Ernst Friedrich Gottschalk (* 4. März 1802 in Schopfheim; † 4. September 1851 in Illenau) war ein deutscher Fabrikant und Politiker.
Sein Vater Johann Friedrich Gottschalk war Besitzer einer Drahtzieherei im südbadischen Schopfheim, die der Großvater 1757 gegründet hatte. 1815–16 absolvierte er seine Schulbildung in einer Erziehungsanstalt in der Schweiz und war dann Gehilfe im väterlichen Betrieb. 1830 wurde er Gemeinderat und Kirchenrat in Schopfheim. Im gleichen Jahr heiratete er. Sein Schwager war der Schopfheimer Papierfabrikant Johann Sutter.
1836 wandelte er die Drahtzieherei in eine Baumwollspinnerei um. Seit den 1840ern gehörte er dem Badischen Industrieverein an.
Von 1840 bis 1844 war er Bürgermeister von Schopfheim und von 1842 bis 1846 Abgeordneter im badischer Landtag, wo er zu den Liberalen gehörte. Am 18. April 1848 gab er in Schopfheim dem badischen Revolutionsführer Friedrich Hecker ein Nachtquartier, obwohl er gegen die Republik und für eine konstitutionelle Monarchie eintrat. Seit September 1848 gehörte er dem Allgemeinen Deutschen Verein zum Schutz der Vaterländischen Arbeit an. 1848/49 war er auch Mitglied der Frankfurter Nationalversammlung. Er war fraktionslos und stimmte mit dem linken Zentrum. Von 1850 bis zu seinem Tod lebte Gottschalk in der Staatsheilanstalt Illenau.